# Гроклант
Гроклант (Groclant) — остров-призрак, впервые изображённый на картах к западу от Гренландии в конце XVI века. Возможны следующие причины этой ошибки:
- На карте было неправильно прочитано название Гренландии (иногда Гренландию писали как Groẽnland)
- За этот остров была принята Баффинова Земля
- За этот остров был принят какой-то другой остров современной канадской территории Нунавут

Вскоре началось интенсивное исследование этой части Атлантики, и остров Гроклант пропал с карт. Одной из первых карт с этим островом была карта Меркатора 1569 года, одной из последних — карта Куадуса 1608 года.